# Hwasong-16b
O Hwasong-16b (HS-16b) é um míssil balístico de alcance intermediário (IRBM) norte-coreano.

## Testes de lançamento
| Tentativa | Data                  | Local                  | Anúncio de pré-lançamento                                                              | Resultado | Notas adicionais |
| --------- | --------------------- | ---------------------- | -------------------------------------------------------------------------------------- | --------- | --- |
| 1         | 14 de janeiro de 2024 | Perto de Pyongyang     | Nenhum                                                                                 | Sucesso   | No primeiro teste de voo, a Coreia do Sul afirmou que viajou 1.000 km, enquanto o Japão afirmou que voou 500 km. |
| 2         | 2 de abril de 2024    | Periferia de Pyongyang | Detectado às 6h53 (21h53 GMT) e anunciado pelo Estado-Maior Conjunto da Coreia do Sul. | Sucesso   | Primeiro teste onde o míssil foi nomeado como Hwasong-16b, ogiva separada do míssil, atingindo um pico de 101 km, então um pico secundário de 72,3 km antes de pousar no Mar do Japão. Velocidade máxima em Mach 5. Kim Jong-un supervisionou o lançamento, com a presença de altos funcionários. |

## Outros mísseis norte-coreanos
- Hwasong-12
- Hwasong-13 / Nodong-C
- Hwasong-15
- Hwasong-18
- Hwasong-19